# Ɋ
Cette page contient des caractères spéciaux ou non latins. S’ils s’affichent mal (▯, ?, etc.), consultez la page d’aide Unicode.
Ɋ (minuscule ɋ), appelée Q hameçon, est une lettre additionnelle basée sur la lettre Q, qui est utilisée dans l’écriture du kâte et kube, et a été utilisée dans l’écriture du numanggang. Elle est composée d’un q avec un hameçon ou à la forme de la lettre q dans certains styles d’écriture cursifs.

## Utilisation

### Linguistique danoise

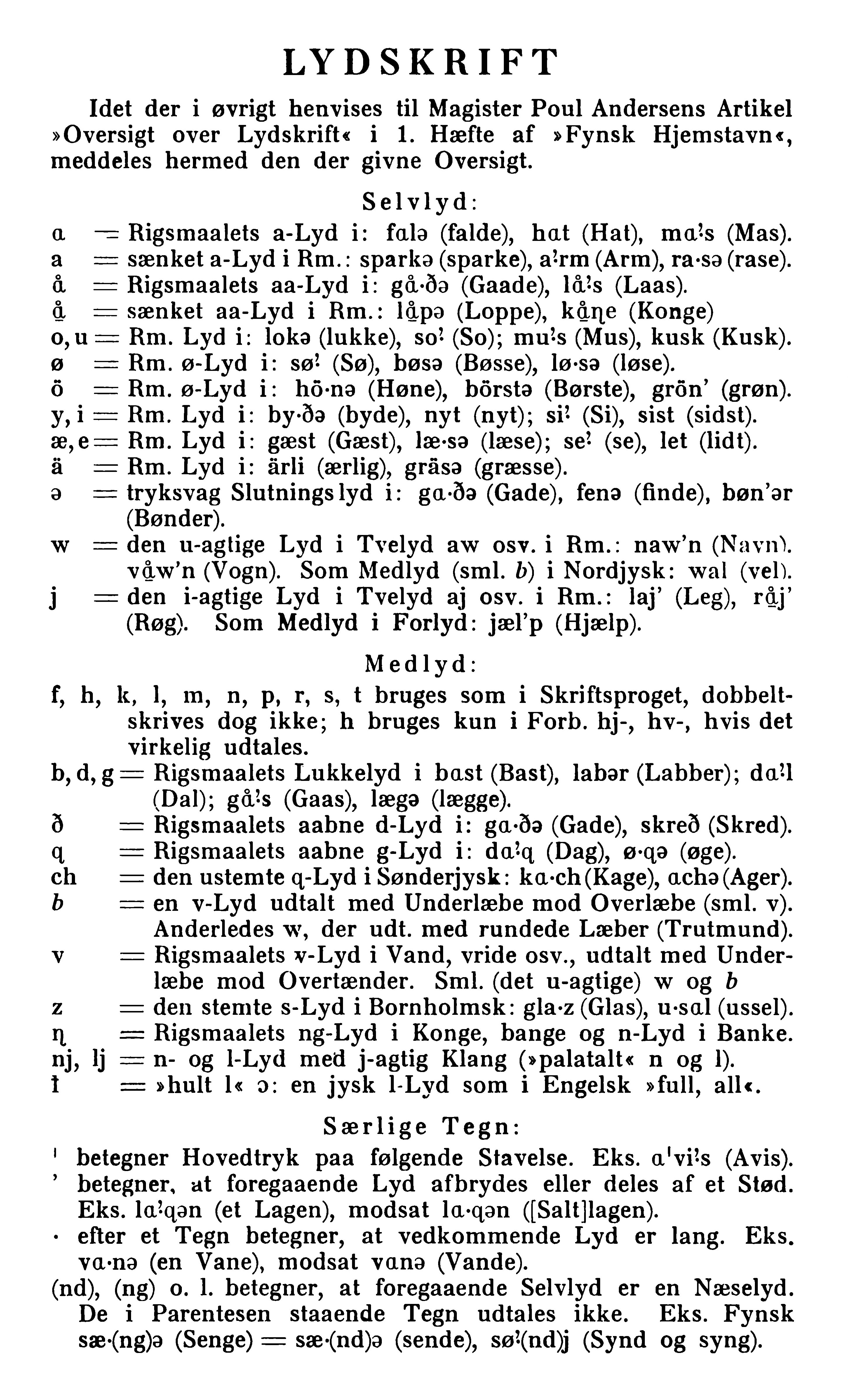
Alphabet phonétique dans la revue danoise Fynsk Hjemstavn de septembre 1928.

Le q hameçon a été utilisé pour représenter une consonne fricative vélaire voisée, appelée « g ouvert » ou « g doux », comme dans la transcription phonétique de Henning Frederik Feilberg (da), derivé de la transcription phonétique de Kristen Jensen Lyngby, notamment dans une description phonétique du danois du Jutland du Nord de Peder Kristian Thorsen publiée en 1886, dans une étude ethnozooligique utilisant le dialecte de Vesterhanherred par C. M. C. Kvolsgaard publiée la même année, et par Henning Frederik Feilberg dans une description du danois du Jutland publiée de 1886 à 1893. Elle est aussi utilisée par Dines Andersen (da) et Christian Blinkenberg dans une description phonétique du danois publiée en 1888, dans la transcription phonétique Dania d’Otto Jespersen de 1890, reprise notamment dans le journal Danske Folkemaal, ou dans l’Ordbog over det danske Sprog, dictionnaire de la langue danoise de la Société pour l'étude de la langue et de la littérature danoises (da) en 28 volumes initialement publiés de 1919 à 1956, ainsi que dans sa version numérique.

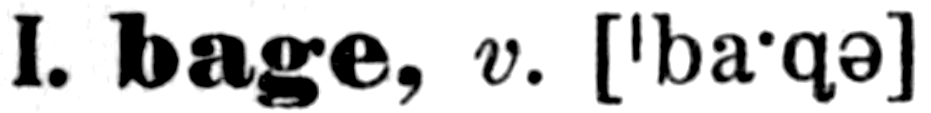
L’entrée « bage » avec sa prononciation dans l’Ordbog over det danske Sprog.

### Langues de Papouasie-Nouvelle-Guinée
Ce caractère a été ajouté à l'alphabet latin utilisé pour l'écriture de langues de Papouasie-Nouvelle-Guinéee au début du XXe siècle par des missionnaires luthériens ; notamment en kâte dans les années 1910 ou 1920 et en numanggang dans les années 1930, ou encore en kube. En numanggang, en 2002, il a été décidé de cesser l'utilisation du Q avec hameçon.
Otto Dempwolff et les missionnaires Christian Keyßer (de) et Georg Pilhofer l’utilisent déjà dans plusieurs articles sur le kate publiés de 1924 à 1928 dans le Zeitschrift für Eingeborenen-Sprachen,,,,, dans un dictionnaire kâte en allemand de 1925 ou dans une grammaire kâte publiée en 1933.
En kâte, le q hameçon ‹ ɋ › est utilisé pour représenter une consonne occlusive labiale-vélaire voisée [ɡ͡b].

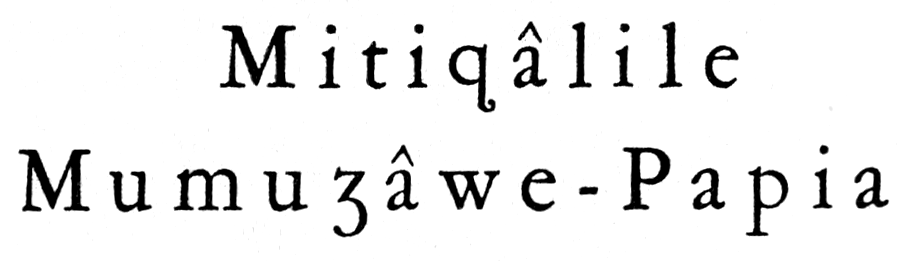
Titre de l’ouvrage en kâte Mitiɋâlile Mamuʒâwe-Papia publié en 1955.

## Représentation informatique
Du fait de son obsolescence, les polices permettant d'afficher cette lettre sont rares.
Elle possède cependant les représentations Unicode suivantes :
| formes    | représentations | chaînes de caractères | points de code | descriptions                                 |
| --------- | --------------- | --------------------- | -------------- | -------------------------------------------- |
| capitale  | Ɋ               | Ɋ                     | U+024A         | lettre majuscule latine petit q avec hameçon |
| minuscule | ɋ               | ɋ                     | U+024B         | lettre minuscule latine q avec hameçon       |